# Resonanz (Soziologie)
Mit dem Begriff der Resonanz versucht der Jenaer Soziologieprofessor Hartmut Rosa, gesellschaftliche Phänomene aus einem grundlegenden menschlichen Streben nach „resonanten“ Beziehungen zu erklären. Seine Resonanztheorie wurde grundlegend in dem 2016 veröffentlichten Werk Resonanz. Eine Soziologie der Weltbeziehung formuliert.

## Resonanzbegriff
Der Begriff Resonanz wird hier aus der Physik entlehnt, um eine Beziehung zwischen Personen zu beschreiben, bei der beide Seiten sich gegenseitig beeinflussen, ähnlich wie bei einem schwingenden System. Anders als in der physikalischen Bedeutung des Wortes geht es hier jedoch nicht nur darum, Schwingungen (z. B. Klänge) zu reflektieren, sondern darum, dass beide Seiten ihre eigenen Gedanken und Gefühle einbringen. Diese Art von Beziehungen ermöglicht es den Personen, ihre Fähigkeiten, miteinander umzugehen, zu entwickeln, und sie formen die Strukturen ihrer zwischenmenschlichen Beziehungen. Ein gutes Beispiel dafür ist die Beziehung zwischen einem Neugeborenen und seiner Bezugsperson, bei der die Art und Weise, wie die Interaktionen aufgenommen oder abgelehnt werden, die Grundlage für die zukünftigen Beziehungsmuster bildet. Der Begriff "Resonanz" wird verwendet, um einen unvoreingenommenen Zugang zur Frage nach gelungenen Beziehungen zwischen Personen und ihrer Umwelt im Sinne eines erfüllten Lebens zu ermöglichen, ohne von kulturellen Werturteilen oder Vorannahmen beeinflusst zu sein.
Die möglichen Bezugspunkte solcher Resonanzen sind allgegenwärtig und werden in drei grundlegenden Achsen beschrieben: Horizontale Resonanzen finden zwischen zwei (oder mehr) Menschen statt, so in Liebes- und Familienbeziehungen, Freundschaften oder dem politischen Raum. Als diagonale Resonanzachsen werden Beziehungen zu Dingen und Tätigkeiten bezeichnet, als vertikale Resonanzachsen Beziehungen zu den großen Kollektivsingularen: die Natur, die Kunst, die Geschichte oder die Religion. In allen diesen Zusammenhängen sind intensive Erfahrungen möglich, die das Leben als intensive Begegnung oder Beziehung um seiner selbst willen erfahrbar machen. Dem gegenübergestellt werden stumme oder instrumentelle, durch die Ausrichtung auf Beherrschung und Verfügbarmachung bestimmte Weltbeziehungen, in denen es vorrangig um das Erreichen eines zweckdienlichen Ziels geht. So kann beispielhaft eine Bergtour als intensive Auseinandersetzung mit den Anforderungen des Weges und der begegnenden Natur eine Resonanzerfahrung, als rein zweckgerichtetes Unternehmen aber auch instrumentell und in diesem Sinne „stumm“ sein.
Offensichtlich sind Weltausschnitte, die als attraktiv oder begehrenswert empfunden werden, prädestiniert für Resonanzerfahrungen, während solche, die als abweisend oder angstbesetzt wahrgenommen werden, „stumme“, nicht-resonante Erfahrungen erwarten lassen. Eine Voraussetzung für die Etablierung von Resonanzen sind zudem starke Wertungen des Subjekts, die dem Objekt eine über Begehren oder Attraktivität hinausweisende Bedeutung geben.
Wird so versucht, als Resonanz das zu umreißen, was Menschen im Innersten suchen und ersehnen, so wird sie keineswegs als ein etablierbarer Dauerzustand, sondern stets als punktuelles, momenthaftes Gelingen oder Sich-Einstellen konzipiert, das sich vor dem Hintergrund des überwiegend Stummen, Instrumentellen abhebt. Resonanz in diesem Sinne ist daher wesentlich dadurch charakterisiert, dass sie nicht planmäßig und willentlich hergestellt werden kann, sondern letztlich unverfügbar ist.
Ein Kontrastbegriff (Korrelat) zur Resonanz ist das Echo: „Resonanz ist die Transformation der Identität durch die Begegnung mit dem Anderen. Echo ist dagegen die Affirmation der Identität durch Abgrenzung oder Nostrifizierung des Anderen.“ (mediopassive Resonanz-Sphäre)

## Gesellschaftstheorie
Als soziologische Theorie befasst sich die Resonanztheorie mit den gesellschaftlichen Bedingungen, die gelingende Beziehungen fördern oder behindern. Wird das Streben nach Resonanz als natürlich generell veranlagte menschliche Urmotivation angesehen, so ist seine Konkretisierung in hohem Maß von historischen, geografischen und kulturellen Bedingungen abhängig. Insbesondere existentielle Not und politische Repression erschweren Resonanzerfahrungen oder machen sie unmöglich. Das Versprechen der Moderne sei es daher, durch Überwindung politischer Willkür und die Verbesserung materieller Ressourcen Resonanz zu ermöglichen. Als inhärenten Widerspruch der Moderne sieht Rosa dieses Versprechen jedoch durch die Bedingungen, die der vorrangig auf Ressourcensteigerung ausgerichtete Fortschritt erfordert, letztlich unterlaufen: Erweiterte Ressourcen erweitern die für das Subjekt erreichbare Welt und damit seine Möglichkeiten zu Resonanzerfahrungen. Daraus resultiere eine Steigerungslogik, die eine stete Fortsetzung von Verbesserung und Vermehrung der Ressourcen erfordere. Damit geht ein zunehmender Beschleunigungszwang einher: um den Status quo innerhalb einer Gesellschaft der Moderne zu halten, ist eine zunehmend schnellere Steigerung von Leistungen, Innovationen, materieller Produktion nötig. Diesen Modus der dynamischen Stabilisierung sieht Rosa als konstitutiv für die Moderne an: während vormoderne Gesellschaften sich adaptiv, also in Antwort auf geänderte Bedingungen, transformierten, sei die moderne Gesellschaft geradezu definiert durch ihren Zwang zur kontinuierlichen Transformation.
Während die gegenwärtige Phase der Spätmoderne durch eine hohe Resonanzsensibilität und -erwartung ihrer Subjekte gekennzeichnet sei, führe der Modus der dynamischen Stabilisierung im Ergebnis zu einem Verlust an Resonanzmöglichkeiten. Dabei konstatiert Rosa drei wesentliche Ausprägungen der aktuellen Krise der Moderne:
- die ökologische Krise und die Überschreitung planetarer Grenzen aufgrund der Endlichkeit der natürlichen Ressourcen gegenüber einer unlimitierten Steigerungserwartung
- die politische Krise, die wesentlich daraus entsteht, dass demokratische Aushandlungsprozesse für die beschleunigten technologischen und daraus resultierenden gesellschaftlichen Veränderungen zu langsam sind und darum als ineffektiv oder obsolet betrachtet werden, und
- die psychische Krise der Subjekte, die sich von der Beschleunigung überfordert und daher erschöpft (burn-out) sehen.

Die Resonanztheorie steht damit in der Tradition der Kritischen Theorie von Marx über Adorno, Horkheimer, Benjamin und Fromm bis zu Habermas und Honneth. Sie teilt den zentralen Befund von Entfremdung als Hindernis gelingenden Lebens, versucht dieser Beschreibung ex negativo jedoch mit dem Resonanzbegriff einen positiven Gegenbegriff gegenüberzustellen. Dieser Versuch wurde beispielsweise auch bereits von Honneth mit dem Begriff der Anerkennung unternommen. Bei aller konzedierten Unschärfe und Vielgestaltigkeit des Begriffs der Resonanz sieht Rosa hierin jedoch ein universales Konzept, das Begriffe wie Anerkennung, Gerechtigkeit oder Selbstwirksamkeit mit umfasst.

## Rezeption
Rosas Werk und die darin formulierte Resonanztheorie werden kontrovers aufgenommen und diskutiert. Anna Henkel und andere bescheinigen dem Autor Originalität und den Mut zu einer auf das Grundsätzliche zielenden Analyse, loben, dass er die vielfach eher pessimistische Kritische Theorie um eine optimistische, auf Potentiale zur Überwindung der konstatierten Krise ausgerichtete Perspektive ergänzt habe. Micha Brumlik sieht in der umfassenden Zusammenführung interdisziplinärer Stränge die Vollendung, damit aber auch das Ende der Kritischen Theorie, die dadurch ihre „theoretisch informierte, kalt auf die Gesellschaft schauende Unversöhnlichkeit“ verliere.
Andererseits wird genau diese umfassende Herleitung des Resonanzbegriffs aus einer Vielzahl von Perspektiven und Zusammenhängen dahingehend kritisiert, dass „Resonanz“ nahezu beliebig wirke, dem Begriff Präzision fehle und er daher als sozialphilosophischer Grundbegriff, als den Rosa ihn postuliere, letztlich ungeeignet sei.
Ein weiterer Kritikpunkt bezieht sich auf einen vermeintlichen Rückgriff Rosas auf die Geisteswelt der Romantik, zu der er zurückkehren wolle, ohne den Weg dahin zu weisen. Zwar verweist Rosa tatsächlich vielfach auf die Resonanzsensibilität der Romantik auch im bewussten Widerspruch zu rationalistischen Konzepten, sieht in der Denkweise der Romantik jedoch zugleich die Gefahr rein innersubjektiver Rührung anstelle von Resonanz. Damit beschreibt er eher das Fortwirken der Resonanzkonzepte der Romantik in der Moderne, ohne deshalb eine Rückkehr zu ihr zu propagieren.
Schließlich wird Rosas Buch entgegengehalten, dass der gesellschaftlich-politische Ausblick auf konkrete Lösungsansätze dürftig ausfalle und es ihm letztlich nicht gelinge, darzulegen, auf welche Weise Resonanz als Antwort auf die Beschleunigungskrise der Moderne gesellschaftlich zu etablieren sei. Trotz des Verweises auf politische Reformvorschläge wie dem eines bedingungslosen Grundeinkommens und entstehender Pilotprojekte einer Postwachstumsökonomie weist Rosa selbst diesen Anspruch jedoch zurück, denn er gleiche „der Frage, wie man aus den Sozialformationen ›des Mittelalters‹ in die Moderne gelangen konnte: In beiden Fällen handelt es sich um eine grundsätzliche Transformation der Weltbeziehung…“.